# 龙溪县
龙溪县为原中国福建省下辖的一个县。南朝时始置。1960年8月15日，龙溪县与海澄县合并为龙海县。

## 县名由来
龙溪县因置县在九龙溪边而得名龙溪。

## 历史沿革
南梁天监六年（507年），析晋安县地置龙溪县（今福建汀江流域、九龙江北溪下游地区及滨海地），属南安郡。县治在今漳州市龙海区颜厝镇古县地区（后垅村、巧山村、庵前村、石牌村）一带。隋开皇十二年（592年），兰水、绥安两县并入龙溪县，属泉州（治所在今福州地区）。

### 闽州龙溪县
大业二年（606年），改泉州为闽州。

### 建安郡、建州之龙溪县
大业三年（607年），改闽州为建安郡。唐武德元年（618年），改建安郡为建州（治所在今福州地区），苦草镇属建州龙溪县，当时龙溪县境如下：
- 苦草镇：三明市少数地区、龙岩市多数地区、漳州市少数地区。
- 龙溪县直辖：龙岩市少数地区、漳州市多数地区、厦门市少数地区。

武德四年（621年），建州移治建安县（治所在今建瓯地区）。

### 丰州、泉州、武荣州之龙溪县
武德五年（622年），析建州地设立丰州，龙溪县属丰州。武德六年（623年），析建州闽县为泉州并置都督府，龙溪县属江南道泉州都督府丰州。贞观九年（635年），丰州并入泉州（治所在今福州地区）并废都督府，龙溪县改属岭南道泉州。嗣圣元年（684年），分泉州之南安、莆田、龙溪三县置武荣州（治所在今泉州南安市丰州镇），寻即撤销，龙溪县还隶泉州。
垂拱二年（686年）十二月九日，划龙溪县南境建置漳州，辖漳浦县。當时的漳州州境（漳浦县境），于漳州置州以前之归属如下：
一、梁山蒲葵关东北（今漳浦县大部分及龙海区少数地区）：
- 507（或540年）～685年，属龙溪县。
- 716年～785年为漳州州治及漳浦县治所在地。

二、梁山蒲葵关西南（今诏安县、东山县、云霄县及平和县少数地区）：
- 413年～591年，属绥安县。
- 592年～685年，属龙溪县。
- 686年～715年为漳州州治及漳浦县治所在地。

武周圣历二年（699年），分泉州之南安、莆田、龙溪三县，复置武荣州。圣历三年（700年），州废，三县还泉州。久视元年（700年），又以三县置武荣州。

### 泉州龙溪县
景云二年（711年），武荣州改名为泉州。開元四年（716年），迁漳州州治及漳浦县治（今云霄县火田镇西林村）于李澳川（今漳浦县綏安镇）。開元二十四年（736年），析泉州龙溪县苦草镇为新罗、长汀两县，与建州黄连县，建置汀州，辖新罗、长汀、黄连三县。開元二十八年（740年），析漳浦县地置怀恩县，漳州辖两县。

### 漳州、漳浦郡之龙溪县
开元二十九年（741年），併怀恩县入漳浦县，又割泉州龙溪县來属漳州，漳州仍辖两县。天宝元年（742年），改漳州为漳浦郡。乾元元年（758年），又改漳浦郡为漳州。乾元二年（759年），因漳浦发生大瘟疫，将漳州州治从漳浦县李澳川迁至龙溪古县治（龙海区颜厝镇古县地区）。兴元二年（785年春）九龙溪大水，溃堤，溪水改道，致使龙溪城通往九龙江的河道堵塞，水路不通，大船不能进入龙溪城。无奈，漳州刺史柳少安再请迁治永宁乡唐化里，福建观察使卢惎录奏。贞元元年（785年冬）十一月十六日，敕从之（唐德宗李适准奏）。贞元二年（786年），漳州州治和龙溪县治一同迁入永宁乡唐化里登高山（芝山）下之桂林村（现今芗城区通北街道芝山东侧的南坑街道桂林二十九街（馬道底）一帶），古县做为龙溪县城246年和漳州主城27年后，遂成为漳州城南门郊外地区。
清代康熙漳浦县志云：「浦始建邑，方域甚广。东至于海，西至新罗，南至潮阳，北至龙溪。」唐代欲与辖有永定南部、南靖西部一帶的新罗县接壤，则漳浦县必定辖有平和县西部属韩江流域之九峰镇、秀峰乡、崎岭乡、长乐乡、芦溪镇以及永定区湖山乡等地。又明代正德漳州府志指出，宋代龙溪县西部之龙泉乡，辖有芦溪里（芦溪镇、湖山乡）、河头里（九峰镇）、敦教里（崎岭乡）。以此判定，今平和县、永定区部分乡镇最晚于宋代由漳浦县划归龙溪县，成为后世清宁里之西部辖境。

### 漳州路龙溪县
元至元十六年（1279年），漳州升为漳州路。至治二年（1322年），析龙溪、龙岩及漳浦交界地置南胜县。元代南胜县境相當于清代南靖县及平和县全境，于南胜置县以前之归属如下：
一、清代南靖县：今南靖县大部分及平和县、芗城区、龙海区、漳浦县部分地区
- 十二总属龙岩县：南坑总、施洋总、长窖总、梅垅总、龟洋总、吴宅总、和溪总、金山上总、金山下总、涌口总、硿口总、南坪总。
- 十五总属龙溪县：竹员总、中埔总、东门外总、北门外总、桥南总、雁塔总、五峰总、华源总、水流下葛总、浮山总、径口程溪总、湖山总、草坂总、马坪内外中总、大坪总。
- 一总属漳浦县：车田总（居仁里第一图车田总十五保）。

二、清代平和县：今平和县大部分及南靖县、永定区、云霄县、漳浦县部分地区
- 清宁里属龙溪县。
- 新安里属漳浦县。

### 漳州府龙溪县
明朝時升格为漳州府。嘉靖四十五年十二月初五日（1567年1月14日），析龙溪县一都至九都和二十八都五图以及漳浦县二十三都九图，设置海澄县。清朝顺治九年（1652年）龙溪古县城因郑成功(古县大战)兵败退守海澄导致龙溪古城被清兵焚毁。乾隆八年（1743年），龙溪县石码镇升为石码厅。

### 西路道龙溪县
民国元年（1912年），废府、州、厅，龙溪县属西路道。

### 汀漳道龙溪县
民国3年（1914年）6月，西路道改名汀漳道。

### 福建省龙溪县
民国14年（1925年），废道，各县直接隶属福建省。
民国17年（1928年），析龙溪县二十五都的浦西、桃源、归德、迎富、升平、龙岭、宜招、华丰、珍山、大深、蓬莱大坑及二十三四都的银塘、沙建、寨坂共14保，设置华安县。

### 龙汀省龙溪县
民国22年11月20日，十九路军联合国民党内反蒋势力发动闽变并成立中华共和国。12月13日，福建划分为闽海省、延建省、兴泉省、龙汀省及福州、厦门两个特别市，龙溪县属龙汀省。民国23年（1932）1月20日，闽变失败，全部政区解体，恢复一个福建省。

### 行政督察区龙溪县
民国23年7月，福建省64县重新划分为10个行政督察区，龙溪属第六行政督察区。民国24年10月至民国25年，福建省改划为7个行政督察区及1个市（厦门市），龙溪属第五行政督察区。民国25年7月，析龙溪县设立石码特种区。民国27年1月，第五行政督察专员公署移驻龙溪。民国27年8月，石码特种区改为普通区并入龙溪县。
1949年9月19日，接管龙溪县城（旧漳州府城），龙溪县由中华人民共和国实际管治。同年9月26日，原第五行政督察区改为第六行政督察区，龙溪重属第六行政督察区。
| 地区   | 时间              |
| ------ | ----------------- |
| 平和县 | 1949年9月17日     |
| 长泰县 | 1949年9月19日上午 |
| 龙溪县 | 1949年9月19日下午 |
| 海澄县 | 1949年9月21日     |
| 南靖县 | 1949年9月22日     |
| 漳浦县 | 1949年9月23日     |
| 云霄县 | 1949年10月1日     |
| 华安县 | 1949年11月18日    |
| 诏安县 | 1949年12月12日    |
| 东山县 | 1950年5月12日     |

### 漳州专区龙溪县
1950年1月1日，第六专区改称漳州专区。

### 龙溪地区龙溪县
1950年9月14日，漳州行政督察区改为龙溪地区，成立龙溪地区专员公署，辖10县。1951年6月，龙溪县城关区（共两个区）析出设立漳州市（县级）。1954年，原属华安县的大深（洛洋、陈阪）、岭头、半岭、大樟、涵口、大杞、小杞等8个自然村（清代属龙溪县二十五都）划属漳平县。

### 龙溪专区龙溪县
1955年3月，龙溪地区改称龙溪专区。1957年3月，同安县灌口区的金山、锦宅两乡划归龙溪县。1957年9月5日，华安县迎新、迎富以及蓬莱地区（清代属龙溪县二十五都）划属南靖县。

### 龙溪专区龙海县
1960年8月15日，龙溪县和海澄县合并为龙海县，驻石码镇。

## 行政区划

### 清代
清代龙溪县城（漳州府城）內区域位于现今芗城区通北街道、南坑街道、东铺头街道以及西桥街道等地，城墙以外辖有三廂十都，位置如下：
| 廂都       | 辖下各村现今分布地区 （3乡19镇12街道）                                                                 |
| ---------- | --- |
| 西北廂     | 芗城区东铺头街道、通北街道、南坑街道                                                                   |
| 东廂       | 芗城区巷口街道、新桥街道                                                                               |
| 南廂       | 芗城区西桥街道、新桥街道                                                                               |
| 十一都     | 龙海区榜山镇、石码街道                                                                                 |
| 十二三都   | 芗城区西桥街道 龙文区碧湖街道 龙海区九湖镇、颜厝镇                                                     |
| 二十一都   | 芗城区天宝镇、石亭街道、芝山街道、通北街道、东铺头街道 龙海区九湖镇                                    |
| 二十二都   | 龙文区朝阳街道、景山街道、郭坑镇                                                                       |
| 二十三四都 | 华安县沙建镇、丰山镇 芗城区石亭街道、浦南镇 龙文区朝阳街道、郭坑镇                                     |
| 二十五都   | 漳平市芦芝镇 华安县马坑乡、高安镇、湖林乡、仙都镇、华丰镇、高车乡、新圩镇、沙建镇 南靖縣和溪镇、龙山镇 |
| 二十六都   | 芗城区石亭街道、通北街道、南坑街道 龙文区朝阳街道                                                      |
| 二十七都   | 芗城区巷口街道、新桥街道 龙文区碧湖街道、步文街道、蓝田街道、景山街道 龙海区颜厝镇、榜山镇             |
| 二十八都   | 龙海区角美镇、紫泥镇                                                                                   |
| 二十九都   | 龙海区角美镇                                                                                           |

## 職官

### 清朝
| 姓名   | 籍貫                   | 出身                   | 上任時間     | 备注  |
| ------ | ---------------------- | ---------------------- | ------------ | ----- |
| 徐國章 | 浙江                   | 舉人                   | 顺治三年     |       |
| 祝喻   | 山東東昌府高唐州武城縣 | 顺治六年第三甲進士     | 顺治六年     |       |
| 董帷   | 遼東                   |                        | 顺治十二年   |       |
| 李元烇 | 浙江湖州府歸安縣       | 顺治九年第三甲進士     | 顺治十五年   |       |
| 馬備   | 直隸順天府大興縣       | 監生                   | 康熙元年     |       |
| 王顯國 | 直隸順天府霸州         | 貢監                   | 康熙七年     |       |
| 利在三 | 廣東肇慶府高要縣       | 貢生                   | 康熙九年     |       |
| 魏明德 | 鑲藍旗                 |                        | 康熙十六年   |       |
| 蘇宏揚 | 正紅旗漢軍             |                        | 康熙十六年   |       |
| 白玠   | 陝西延安府清澗縣       | 康熙九年第三甲進士     | 康熙十八年   |       |
| 魏明德 | —                      |                        | 康熙十八年   | 再任  |
| 李可柱 | 直隸真定府新樂縣       | 舉人                   | 康熙十九年   |       |
| 梁繩武 | 四川保寧府劍州         | 舉人                   | 康熙二十年   |       |
| 黃遠   | 江南松江府青浦縣       | 選貢                   | 康熙二十二年 |       |
| 線應綵 | 正白旗                 | 例監                   | 康熙二十四年 |       |
| 沈鉉吉 | 浙江嘉興府平湖縣       | 例監                   | 康熙三十三年 |       |
| 田廣英 | 直隸保定府定興縣       | 選貢                   | 康熙三十四年 |       |
| 鍾雅韻 | 廣東潮州府程鄉縣       | 舉人                   | 康熙三十九年 |       |
| 曹家甲 | 江西南昌府新建縣       | 康熙三十六年第三甲進士 | 康熙四十一年 |       |
| 蔣運昌 | 江南常州府宜興縣       | 選貢                   | 康熙四十六年 |       |
| 江國棟 | 正紅旗漢軍             | 筆帖式                 | 康熙五十二年 |       |
| 魏彪   | 江南江寧府溧陽縣       | 歲貢                   | 雍正三年     |       |
| 左宰   | 江南安慶府桐城縣       | 舉人                   | 雍正五年     |       |
| 熊琴   | 四川成都府安縣         | 舉人                   | 雍正六年     |       |
| 吳道來 | 四川成都府漢州         | 舉人                   | 雍正七年     |       |
| 劉良璧 | 湖南衡州府衡陽縣       | 雍正二年第二甲進士     | 雍正九年     |       |
| 申景雲 | 江南蘇州府吳縣         | 廩生                   | 雍正十三年   |       |
| 王裕璸 | 浙江紹興府山陰縣       | 監生                   | 乾隆二年     |       |
| 李芬   | 正藍旗漢軍             | 舉人                   | 乾隆三年     |       |
| 王裕璸 | —                      | —                      | 乾隆四年     | 再任  |
| 李芬   | —                      | —                      | 乾隆五年     | 再任  |
| 章璠   | 江南蘇州府吳縣         | 貢生                   | 乾隆六年     |       |
| 袁本濂 | 直隸正定府阜平縣       | 附生                   | 乾隆十二年   |       |
| 許齊章 | 江南廬州府合肥縣       | 拔貢                   | 乾隆十五年   |       |
| 陶敦和 | 江南蘇州府常熟縣       | 舉人                   | 乾隆二十一年 |       |
| 吳宜燮 | 江南常州府陽湖縣       | 乾隆十九年第二甲進士   | 乾隆二十五年 | [ d ] |
|        |                        |                        |              |       |
| 宋學源 | 鑲紅旗漢軍             | 舉人                   | 乾隆三十年   |       |
| 崔繹   | 山西蒲州府永濟縣       | 舉人                   | 乾隆三十六年 |       |
| 潘鳴謙 | 四川重慶府涪州         | 舉人                   | 乾隆三十九年 |       |
| 張潤   | 直隸保定府安州         | 舉人                   | 乾隆四十二年 | [ e ] |
|        |                        |                        |              |       |
| 聶宗陽 | 江西九江府德化縣       | 乾隆二十八年第三甲進士 | 乾隆四十五年 |       |
| 錢致純 | 江蘇常州府武進縣       | 乾隆四十年第三甲進士   | 乾隆四十七年 |       |
| 秦為幹 | 四川潼川府射洪縣       | 監生                   | 乾隆五十二年 |       |
| 王履吉 | 四川潼川府三臺縣       | 舉人                   | 乾隆五十七年 |       |
| 范煜   | 浙江杭州府仁和縣       | 副貢                   | 乾隆五十九年 |       |
| 朱泰增 | 江蘇蘇州府吳縣         | 監生                   | 嘉慶二年     |       |
| 盛本   | 浙江寧波府慈谿縣       | 拔貢                   | 嘉慶四年     |       |
| 王宗徽 | 安徽六安州             | 舉人                   | 嘉慶六年     |       |
| 趙成   | 江西建昌府南豐縣       |                        | 嘉慶九年     |       |
| 汪楠   | 安徽寧國府旌德縣       | 監生                   | 嘉慶年間     |       |
| 馬敦仁 |                        |                        | 嘉慶十二年   |       |
| 柏成   | 正藍旗滿洲             | 舉人                   | 嘉慶十三年   |       |
| 何蘭汀 | 浙江紹興府山陰縣       | 嘉慶七年第二甲進士     | 嘉慶年間     |       |
| 黃懋脩 | 山東萊州府濰縣         | 舉人                   | 嘉慶十八年   |       |
| 張均   | 鑲黃旗漢軍             | 監生                   | 嘉慶二十一年 |       |
| 姚瑩   | 安徽安慶府桐城縣       | 嘉慶十三年第三甲進士   | 嘉慶二十二年 |       |
| 張家幹 | 湖南長沙府湘潭縣       | 監生                   | 嘉慶二十四年 |       |
| 黃懋脩 | —                      | —                      | 嘉慶二十五年 | 再任  |
| 季芝   | 直隸順天府大興縣       |                        | 道光二年     |       |
| 錢燕喜 | 浙江嘉興府嘉善縣       | 監生                   | 道光七年     |       |
| 張師孚 | 陝西西安府涇陽縣       | 監生                   | 道光十五年   |       |
| 曹銜達 | 浙江嘉興府嘉善縣       | 道光十三年第二甲進士   | 道光十九年   |       |
| 蔣律武 | 江西廣信府鉛山縣       | 監生                   | 道光二十二年 |       |
| 袁曦業 | 山東濟南府長山縣       | 監生                   | 道光二十三年 |       |
| 陳阡   | 山東萊州府濰縣         | 道光十八年第三甲進士   | 道光二十四年 |       |
| 袁曦業 | —                      | —                      | 道光二十四年 | 再任  |
| 劉承軒 | 廣東肇慶府陽春縣       | 舉人                   | 道光二十六年 | [ f ] |
|        |                        |                        |              |       |
| 駱凱   |                        |                        | 道光二十六年 |       |
| 汪世清 | 浙江紹興府山陰縣       | 舉人                   | 道光二十八年 |       |
| 信和來 | 山東濟南府德州德平縣   |                        | 道光二十九年 |       |
| 趙印川 | 山東青州府博山縣       | 舉人                   | 咸豐二年     |       |
| 劉廷皋 | 貴州遵義府             | 舉人                   | 咸豐三年     |       |
| 蘇宗勤 | 江蘇常州府江陰縣       | 監生                   | 咸豐三年     |       |
| 趙印川 | —                      | —                      | 咸豐四年     | 再任  |
| 朱善驥 | 浙江嘉興府平湖縣       | 舉人                   | 咸豐六年     |       |
| 陶綬錦 | 江西南昌府             | 監生                   | 咸豐七年     |       |
| 朱善驥 | —                      | —                      | 咸豐八年     | 再任  |
| 何煒   | 浙江紹興府山陰縣       |                        | 咸豐九年     |       |
| 錢寶懿 | 浙江紹興府             |                        | 咸豐十年     |       |
| 程錫疇 | 江蘇松江府青浦縣       |                        | 咸豐十年     |       |
| 錢世敘 | 浙江紹興府上虞縣       | 咸豐十年第二甲進士     | 同治二年     | [ g ] |
| 陳誥   |                        |                        | 同治三年     |       |
| 吳榮鼎 | 浙江杭州府仁和縣       | 監生                   | 同治三年     |       |
| 楊慶容 | 廣西柳州府馬平縣       | 生員                   | 同治四年     |       |
| 陳汝實 | 廣東雷州府海康縣       | 監生                   | 同治六年     |       |
| 章鳳翎 | 廣東廣州府番禺縣       | 舉人                   | 同治七年     |       |
| 黃運昌 | 正黃旗漢軍             | 監生                   | 同治八年     |       |
| 李瑛   | 江蘇蘇州府元和縣       | 監生                   | 同治十年     |       |
| 王家駒 | 浙江紹興府會稽縣       | 監生                   | 同治十一年   |       |
| 甯廷楨 | 江蘇蘇州府嘉定縣       | 舉人                   | 同治十二年   |       |
| 周世駿 | 浙江紹興府餘姚縣       | 監生                   | 光緒元年     |       |
| 胡崧   | 直隸宣化府延慶州       | 廩貢                   | 光緒二年     | [ h ] |
|        |                        |                        |              |       |
| 八十四 | 鑲紅旗蒙古             | 生員                   | 光緒四年     | [ i ] |
|        |                        |                        |              |       |